# Johann Ulrich Zuberbühler
Johann Ulrich Zuberbühler (* 11. August 1784 in Speicher; † 8. August 1849 in Speicher; heimatberechtigt in Speicher) war ein Schweizer Kaufmann, Gemeindehauptmann, Tagsatzungsgesandter und Landrat aus dem Kanton Appenzell Ausserrhoden.

## Leben
Johann Ulrich Zuberbühler war ein Sohn von Johann Georg Zuberbühler, Arzt und Ratsherr, und Katharina Barbara Tobler im Oberdorf 1 in Speicher. Er war der Bruder von Catharina Barbara Tobler-Zuberbühler und Anna Barbara Zellweger-Zuberbühler, die beide einen Textilunternehmer am Landsgemeindeplatz Trogen heirateten und je ein stattliches Haus bauten. Im Jahr 1806 vermählte er sich mit Anna Maria Zürcher, Tochter des Jakob Zürcher. 1842 ging er eine zweite Ehe mit Anna Maria Hirzel, Tochter von Salomon Hirzel, ein.
Bis ca. 1810 war er Kaufmann im Trogner Handelshaus Zellweger & Compagnie, dessen Teilhaber sein Schwager, Landammann Jakob Zellweger-Zuberbühler, war. Johann Ulrich Zuberbühler war Konservativer. Von 1814 bis 1828 war er Ratsherr, von 1827 bis 1828 Gemeindeschreiber und von 1828 bis 1832 Gemeindehauptmann in Speicher. Von 1831 bis 1832 versah er das Amt des Sekretärs der Revisionskommission und des Aktuars der Verfassungskommission. Von 1832 bis 1834 amtierte er als Landeshauptmann, 1833 als Tagsatzungsgesandter und von 1836 bis 1842 als Landrat.
1819 war Johann Ulrich Zuberbühler Mitgründer der Ersparniskasse Speicher und bis 1847 deren Kassier und Verwalter. 1820 war er Mitinitiant der Sonnengesellschaft Speicher, der ältesten bis heute existierenden Lesegesellschaft im Kanton Appenzell Ausserrhoden. 